# أبيل غيرا
أبيل غيرا (بالإسبانية: Abel Guerra)‏ هو سياسي مكسيكي، ولد في 30 يوليو 1954 في المكسيك. حزبياً، نشط في الحزب الثوري المؤسساتي. وقد انتخب عضو مجلس النواب المكسيك.